# Granodomus lima
Granodomus lima é uma espécie de gastrópode Eupulmonata, terrestre e neotropical, da família Sagdidae (antes entre os Camaenidae e Pleurodontidae). Foi nomeada por Férussac, em 1821, como Helix lima, na obra Histoire naturelle générale et particulière des mollusques terrestres et fluviatiles tant des espèces que l'on trouve aujourd'hui vivantes, que des dépouilles fossiles de celles qui n'existent plus; classés d'après les caractères essentiels que présentent ces animaux et leurs coquilles. É nativa do Caribe.

## Descrição da concha
Esta espécie apresenta conchas circulares, globosas, quando vistas por cima ou por baixo, amarronzadas e com até 2.5 centímetros quando desenvolvidas. São caracterizadas por sua superfície dotada de um relevo áspero, característico, formando uma série de pontuações mais claras, e pela ausência de umbílico. Lábio externo expandido e de coloração branca, sem projeções dentiformes em seu interior.

## Distribuição geográfica e habitat
Granodomus lima é uma espécie endêmica de Porto Rico, ocorrendo ao longo de toda a ilha em locais de altitude moderada até localidades costeiras. Estando ausente de florestas extremamente úmidas e de regiões quentes, áridas. É um dos mais abundantes e generalizados caracóis porto-riquenhos e é considerado uma praga importante, afetando jardins caseiros e centros de ajardinamento; podendo ser encontrados agregados, em grandes números, em árvores, ocasionalmente em densidades de centenas por acre.
Embora esta espécie não seja conhecida por se estabelecer fora de Porto Rico, foi recebida, por várias vezes, em portos marítimos da Flórida, através de embarcações comerciais, sendo considerada uma possível e preocupante espécie invasora.